# Храм Баалшаміна
Храм Баалшаміна (англ. Temple of Baalshamin) — зруйнована сакральна споруда доби античності у старовинному місті Пальміра, розташованому в оазі сучасної держави Сирії, присвячена Баалшаміну.

## Історія

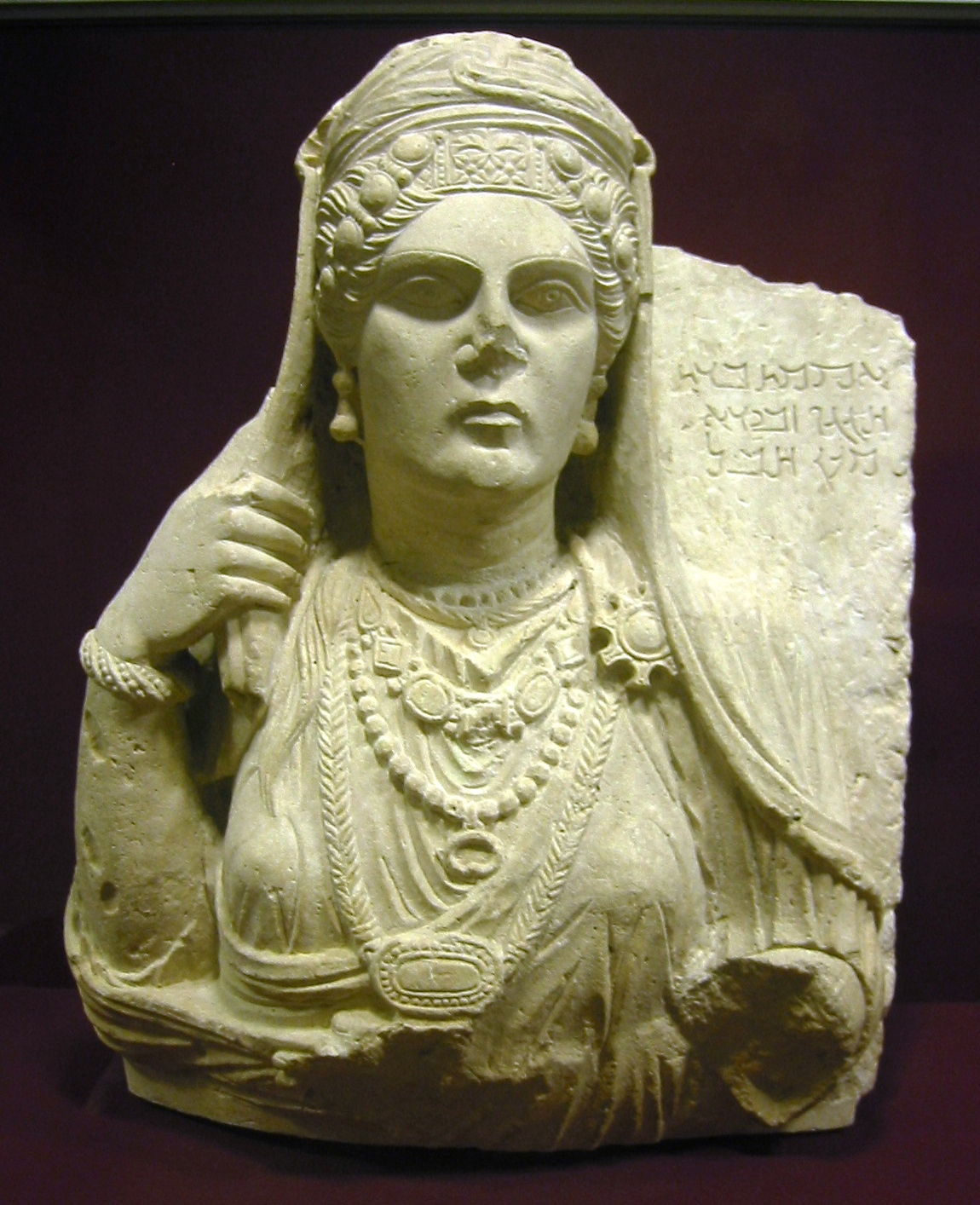
Надгробне погруддя жінки. Пальміра, II ст., Британський музей

Пальміра становить один із найбільших у світі археологічних комплексів (площа — близько 50 га). Зусиллями британських, французьких, німецьких, швейцарських і польських археологів відкрито, зокрема, будівлі часів розквіту міста, які поєднують у собі елементи елліністичного мистецтва з місцевою арамейською традицією, а також рештки т. зв. «табору Діоклетіана»
Найкраще збереженою спорудою на терені Пальміри є храм Ваала (Бела; найголовнішого божества в пантеоні пальмірян), розташований у південно-східній частині комплексу.
В'їзд до античного міста проходить через реконструйовану монументальну арку. Колись її єднав із храмом ряд колон, що збереглися лише у фрагментах. Його продовженням є колонада, спрямована в північно-західному напрямку, який визначає головну вулицю міста. На відстані приблизно 1/3 її довжини підноситься потужний, також реконструйований тетрапілон. Поперечна вулиця веде в напрямку агори (південний захід) і храму божества дощу Ваала Шаміна (Баалшаміна; північний захід). На південь від центральної колонади міститься театр.

## Опис споруди
Храм відносять до 2 ст. н. е. Стилістично він належить до зразків давньоримської архітектури, але має елементи, запозичені з архітектури Стародавнього Єгипту доби захоплення його Римом. Баал-Шамін — архітектурний залишок колишнього архітектурного комплекса, що мав три двори. Його датують 131 роком н. е., тоді як вівтар перед храмом датують 115 роком н. е.
У 5 ст. н. е., коли запанувало християнство, ханаанський храм перетворили на християнську церкву. Храмові залишки були знайдені археологами зі Швейцарії у 1954–1956 рр. і почали його відновлення. На той час храм Баал-Шамін був найбільш збереженим серед поруйнованих споруд античної Пальміри. 1980 року комплекс античного міста Пальміра був внесений до списків Світової спадщини ЮНЕСКО.

## Знищення пам'ятки
Загроза пам'ятці була ще з 2013 року, коли частку решток з античного міста вдалося вивезти за межі військових дій. Храм Баал-Шамін визнали непересувним і залишили у місті. Висаджений у повітря вояками Ісламської держави Іраку і Леванту влітку 2015 року під час захоплення Пальміри у громадянській війні в Сирії.

## Необхідність віртуального відтворення

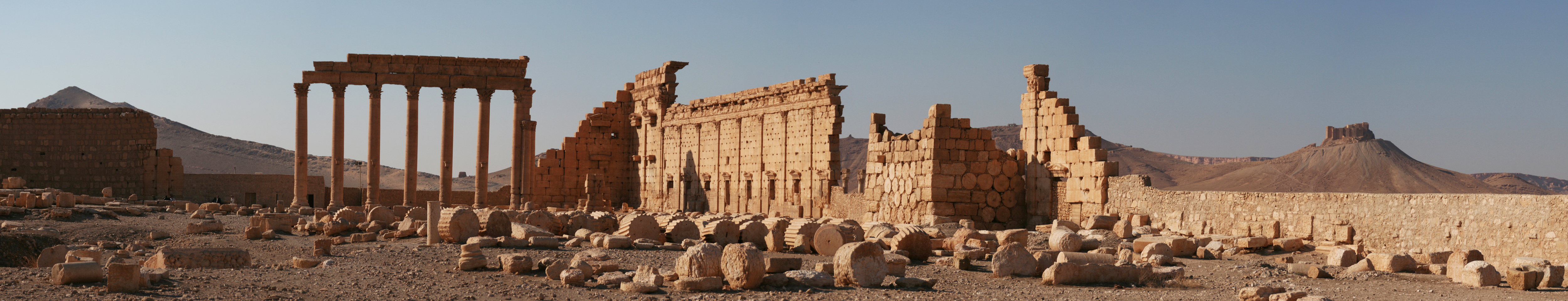
Панорама Пальміри

У зв'язку із знищенням культурного об'єкта постало питання віртуального відтворення архітектурної пам'ятки, що належить до культурного надбання античності. Храм пройшов часткову реставрацію і збережені його обміри. Збережені і фото споруди (практично фотофіксація), якою вона була до висадження у повітря.

## Галерея обраних фото

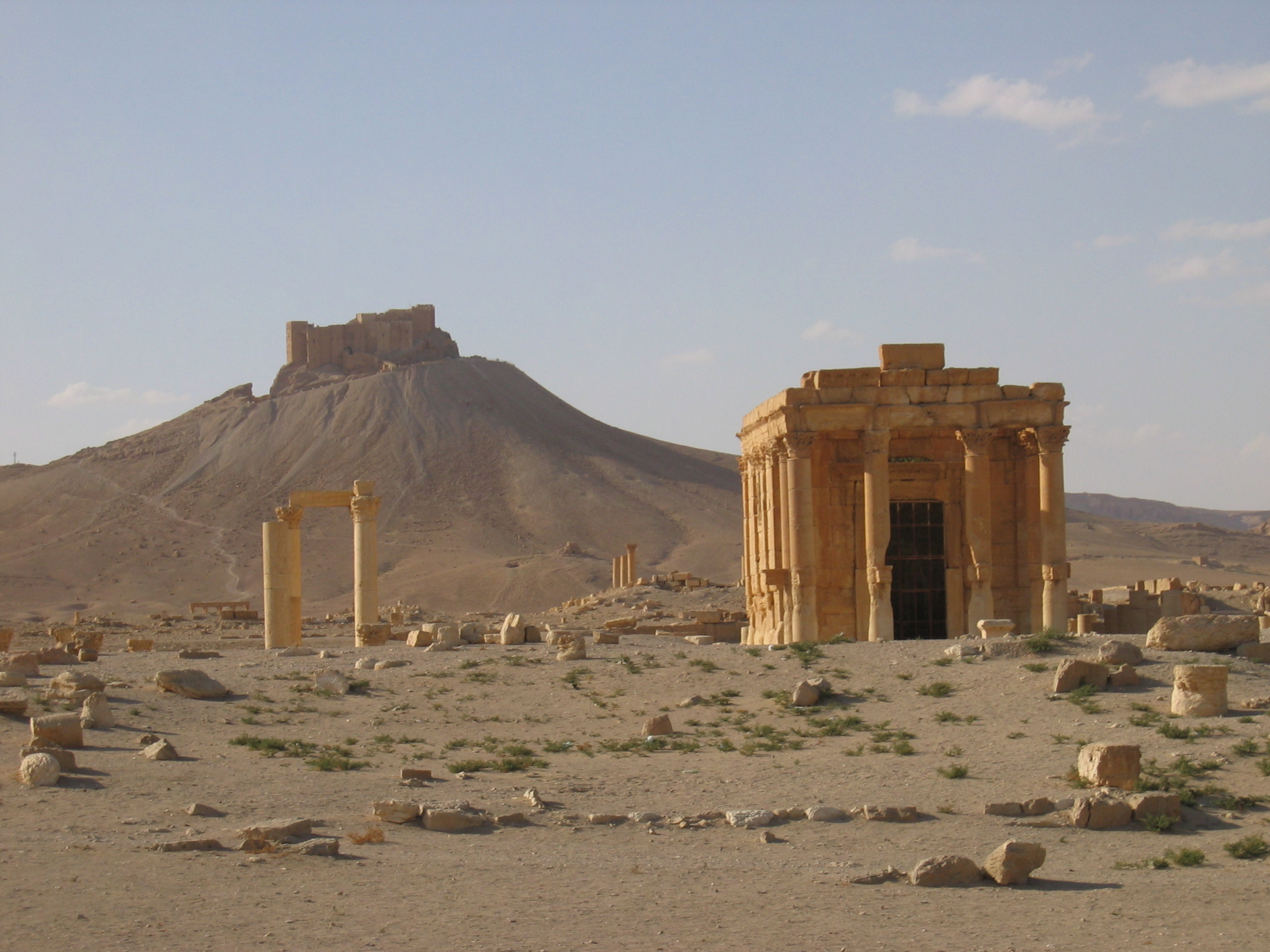
Панорама залишків міста Пальміри і храму Баал-Шамін, фото 2005 року
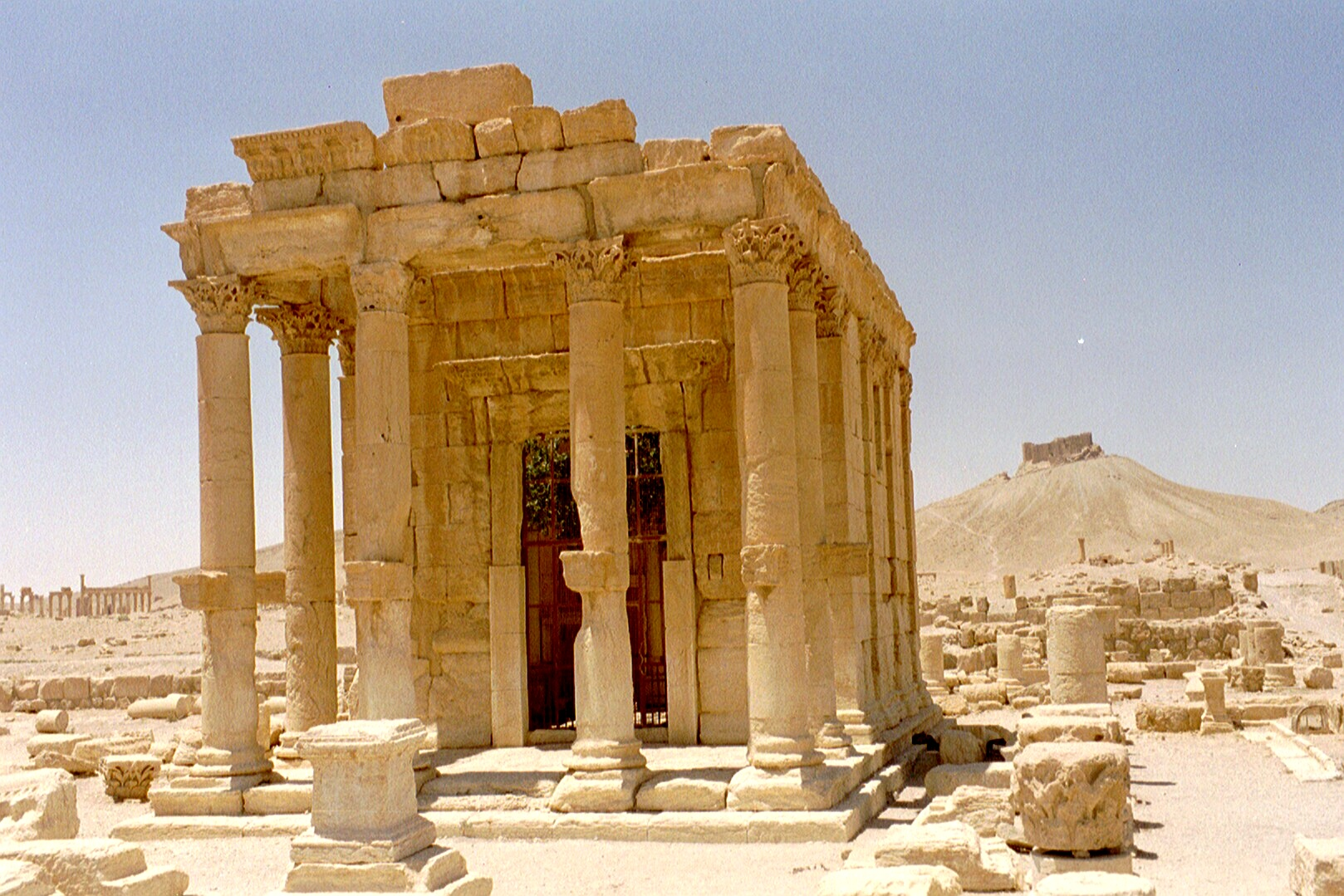
Вхід до храму, фото влітку 2001 року
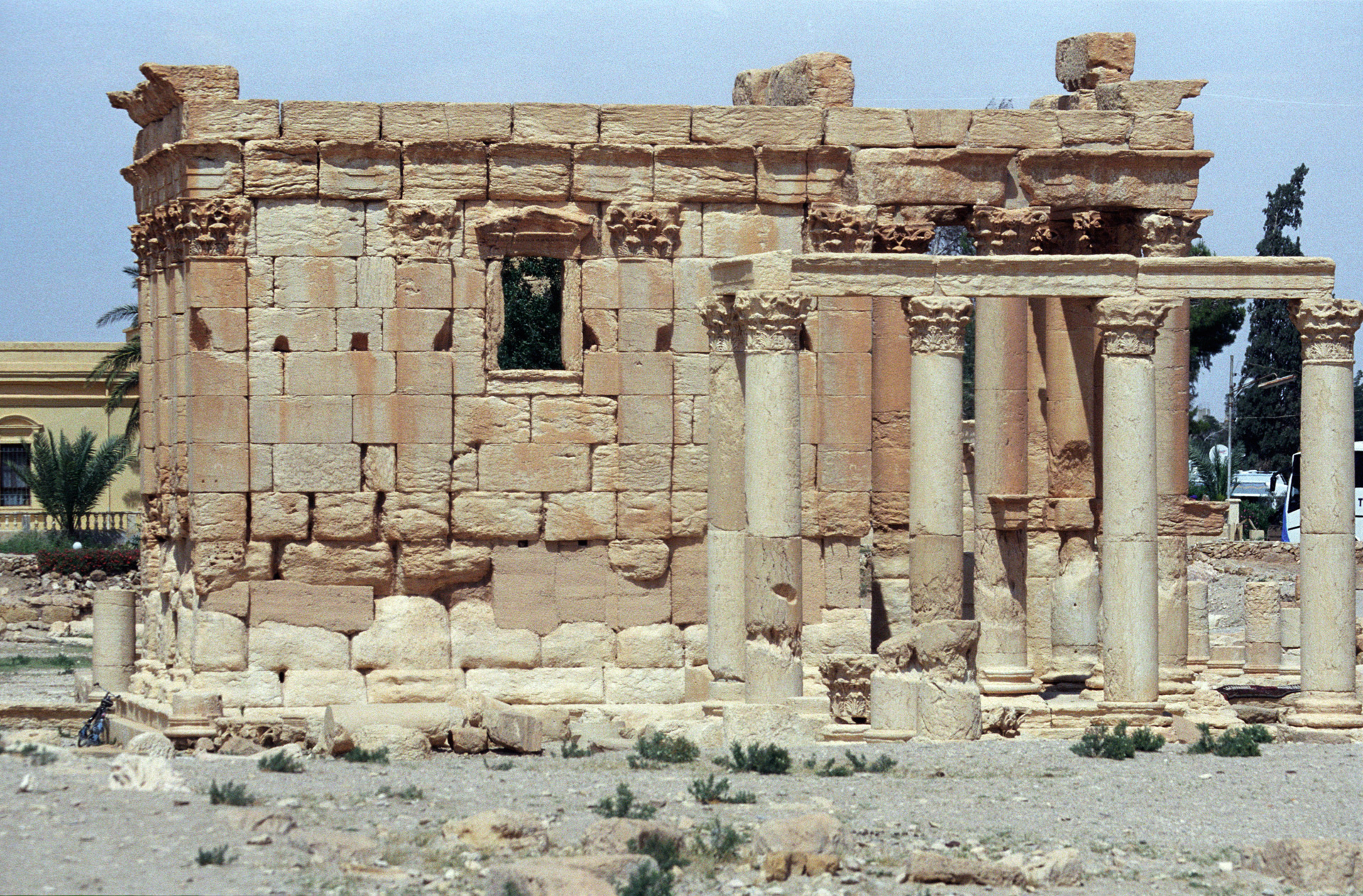
Бічний фасад, фото 2007 року
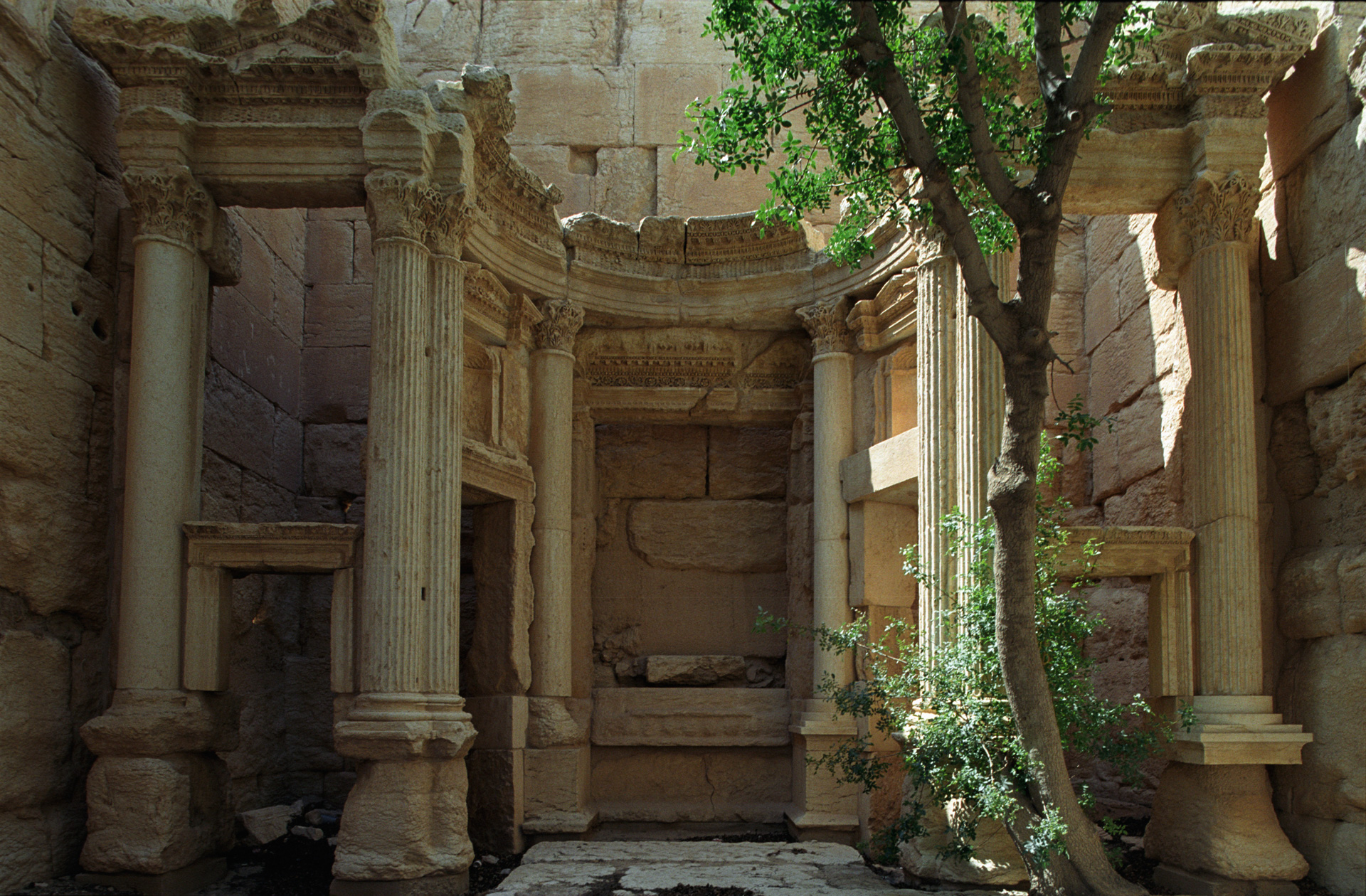
Архітектурний вівтар після реставрації, фото 2007 року
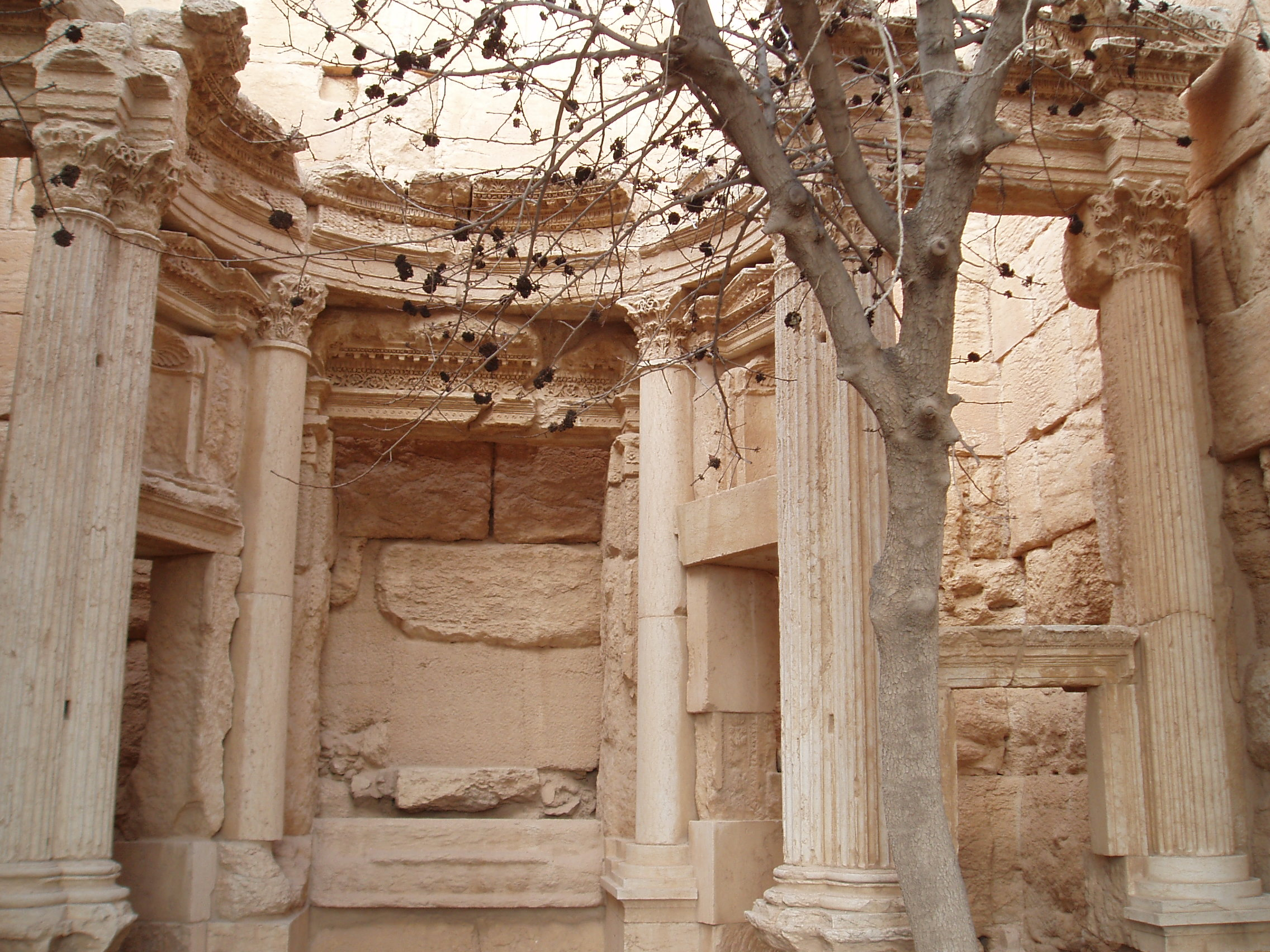
Храм Баал-Шамін без даху і дерево перед архітектурним вівтарем, фото 2008 року